# Trient
Trient é uma comuna da Suíça, situada no distrito de Martigny, no cantão de Valais. Tem 39,6 km² de área e sua população em 2018 foi estimada em 162 habitantes.